# اریکسون آر۳۱۰اس
اریکسون آر۳۱۰اس (به انگلیسی: Ericsson R310s)، یک‌نمونه از گوشی‌های تلفن همراه سری آر (به انگلیسی: R) شرکت اریکسون بود که توسط همین شرکت به بازار عرضه و برای استفاده در شرایط محیطی دشوار طراحی شده بود.